# Épisodes de No Tomorrow
Cet article présente le guide des épisodes de la série télévisée américaine No Tomorrow.

## Généralités
- Aux États-Unis, la saison a été diffusée du 4 octobre 2016 au 17 janvier 2017 sur le réseau The CW.
- Au Canada, la saison a été diffusée le lendemain sur Netflix.

## Distribution

### Acteurs principaux
- Tori Anderson : Evie Covington
- Joshua Sasse : Xavier Holliday
- Amy Pietz : Deirdre Hackmeyer, la patronne d'Evie
- Jesse Rath : Timothy Finger
- Sarayu Blue : Kareema
- Jonathan Langdon (VF : Frank Sportis) : Hank Barkley

### Acteurs récurrents et invités
- Kelly Stables : Mary Anne, sœur d'Evie
- Ted McGinley : Gary, père d'Evie
- Gigi Rice (VF : Blanche Ravalec) : Gloria, mère d'Evie
- Elizabeth Bowen : Peggy (6 épisodes)
- George Basil : Jesse Holliday, cousin de Xavier (5 épisodes)
- Marta Milans : Sofia (4 épisodes)
- Greyston Holt : Mikhail, employé russe (4 épisodes)
- Paula Newsome : Tyra DeNeil Fields (3 épisodes)
- Vinny Chhibber : Rohan, frère de Kareema (3 épisodes)
- Jenna Dewan Tatum : Tuesday (épisode 4)
- Allyn Rachel (en) : Fern (épisodes 5 et 9)
- Roger Bart : Cory Casey (épisodes 7 et 12)
- Hana Mae Lee : Marlo Miyamoto (épisodes 8 et 9)
- Aliyah O'Brien (en) : Talia Chevalier (épisodes 12 et 13)
- Elliot Knight : Graham (épisode 13)

## Épisodes

### Épisode 1:L'Apocalyste
- États-Unis : 4 octobre 2016 sur The CW[1]
- Canada : 5 octobre 2016 sur Netflix
- Québec : 4 septembre 2017[2] sur VRAK[3]
- France : 20 juin 2019 sur Téva

- États-Unis : 1,51 million de téléspectateurs[4] (première diffusion)

### Épisode 2:Soirée Mousse
- États-Unis : 11 octobre 2016 sur The CW
- Canada : 12 octobre 2016 sur Netflix
- Québec : 11 septembre 2017 sur VRAK
- France : 20 juin 2019 sur Téva

- États-Unis : 740 000 téléspectateurs[5] (première diffusion)

- Chelah Horsdal : la mère de Xavier

### Épisode 3:ShowDevant
- États-Unis : 18 octobre 2016 sur The CW
- Canada : 19 octobre 2016 sur Netflix
- Québec : 18 septembre 2017 sur VRAK
- France : 20 juin 2019 sur Téva

- États-Unis : 810 000 téléspectateurs[6] (première diffusion)

### Épisode 4:L'Effet papillon
- États-Unis : 25 octobre 2016 sur The CW
- Canada : 26 octobre 2016 sur Netflix
- Québec : 25 septembre 2017 sur VRAK
- France : 27 juin 2019 sur Téva

- États-Unis : 780 000 téléspectateurs[7] (première diffusion)

- Amy Brenneman : Elle-même

### Épisode 5:L'Arroseur arrosé
- États-Unis : 1er novembre 2016 sur The CW
- Canada : 2 novembre 2016 sur Netflix
- Québec : 2 octobre 2017 sur VRAK
- France : 27 juin 2019 sur Téva

- États-Unis : 760 000 téléspectateurs[8] (première diffusion)

### Épisode 6:Les Vaches maigres
- États-Unis : 15 novembre 2016 sur The CW
- Canada : 16 novembre 2016 sur Netflix
- Québec : 9 octobre 2017 sur VRAK
- France : 27 juin 2019 sur Téva

- États-Unis : 800 000 téléspectateurs[9] (première diffusion)

### Épisode 7:Dis-moi que tu m'aimes
- États-Unis : 22 novembre 2016 sur The CW
- Canada : 23 novembre 2016 sur Netflix
- Québec : 16 octobre 2017 sur VRAK
- France : 4 juillet 2019 sur Téva

- États-Unis : 800 000 téléspectateurs[10] (première diffusion)

### Épisode 8:Cybermartyres
- États-Unis : 29 novembre 2016 sur The CW
- Canada : 30 novembre 2016 sur Netflix
- Québec : 23 octobre 2017 sur VRAK
- France : 4 juillet 2019 sur Téva

- États-Unis : 940 000 téléspectateurs[11](première diffusion)

### Épisode 9:Passion tango
- États-Unis : 6 décembre 2016 sur The CW
- Canada : 7 décembre 2016 sur Netflix
- Québec : 30 octobre 2017 sur VRAK
- France : 4 juillet 2019 sur Téva

- États-Unis : 800 000 téléspectateurs[12](première diffusion)

### Épisode 10:Feux d'artifice
- États-Unis : 27 décembre 2016 sur The CW
- Canada : 28 décembre 2016 sur Netflix
- Québec : 6 novembre 2017 sur VRAK
- France : 11 juillet 2019 sur Téva

- États-Unis : 600 000 téléspectateurs[13](première diffusion)

- Steven Brand : Hamish Stegner Sr.
- Françoise Yip : Rose
- Will Swenson : Pete

### Épisode 11:Piano à quatre mains
- États-Unis : 3 janvier 2017 sur The CW
- Canada : 4 janvier 2017 sur Netflix
- Québec : 13 novembre 2017 sur VRAK
- France : 11 juillet 2019 sur Téva

- États-Unis : 510 000 téléspectateurs[14] (première diffusion)

- Will Swenson : Pete
- Mary Black : Nan
- Francis X. McCarthy : Lou

### Épisode 12:À tort ou à raison
- États-Unis : 10 janvier 2017 sur The CW
- Canada : 11 janvier 2017 sur Netflix
- Québec : 20 novembre 2017 sur VRAK
- France : 18 juillet 2019 sur Téva

- États-Unis : 700 000 téléspectateurs[15] (première diffusion)

- Paula Newsome : Tyra DeNeil Fields

### Épisode 13:La vie est un rêve
- États-Unis : 17 janvier 2017 sur The CW[16]
- Canada : 18 janvier 2017 sur Netflix
- Québec : 27 novembre 2017 sur VRAK
- France : 18 juillet 2019 sur Téva

- États-Unis : 580 000 téléspectateurs[17] (première diffusion)

- Elliot Knight : Graham